# Medaka Kuroiwa Is Impervious to My Charms
Medaka Kuroiwa Is Impervious to My Charms (яп. 黒岩メダカに私の可愛いが通じない, Kuroiwa Medaka ni Watashi no Kawaii ga Tsūjinai, укр. Куроїва Медака не піддається моїм чарам) — манґа, написана й ілюстрована Раном Кузе. Серіалізація манґи розпочалася в травні 2021 року в журналі Weekly Shōnen Magazine видавництва Kodansha. Станом на грудень 2024 року серія зібрана у 17 томах танкобонів. Манґа ліцензована англійською мовою компанією Kodansha USA. Телевізійна аніме-адаптація, створена студією SynergySP, виходила з січня по березень 2025 року. Анонсовано другий сезон.

## Сюжет
Мона Каваї, популярна королева школи, щаслива що її обожнюють усі в школі, крім нового учня Медаки Куроїви, який завжди виглядає сердитим і навіть не дивиться на неї. Мона вирішує зробити своєю метою змусити його закохатися в неї, але чим більше вона намагається, а Медака чинить опір, тим більше вона сама закохується в нього. Згодом з'ясовується, що Медака — монах-учень, якому його наставники заборонили закохуватися. Однак йому стає дедалі важче протистояти спокусам Мони. Інші дівчата також починають діяти: одні стають суперницями Мони, а інші підтримують її як подруги.

## Персонажі
Медака Куроїва (яп. 黒岩 メダカ, Kuroiwa Medaka)
Сейю: Рьота Івасакі
Головний герой серії. Медака — другокурсник старшої школи, який проходить навчання як монах у храмі своєї родини. Його наставники наказали йому не закохуватися в дівчат, що стає для нього проблемою, оскільки дівчата з міста приділяють йому багато уваги. На початку серії він єдиний у школі, хто не піддається чарам Мони. Проте його роздратування посилюється, коли він починає розуміти, що справді закохався в неї.
Мона Каваї (яп. 川井 モナ, Kawai Mona)
Сейю: Ю Серізава
Головна героїня серії. Мона — красива та доброзичлива другокурсниця, яка родом із префектури Осака, але переїхала до Токіо за рік до початку історії. Вона пишається своїм статусом королеви школи, яка зачаровує всіх хлопців, поки не зустрічає Медаку. Вона намагається завоювати його серце, але згодом закохується сама, хоча й заперечує це. У хвилюючих ситуаціях Мона іноді переходить на свій кансайський діалект. Вона легко ревнує до інших дівчат, які також цікавляться Медакою. Більшість історії подається з її перспективи. 29-й випуск Weekly Shōnen Magazine за 2021 рік містить фотографії Енако в косплеї Мони, а також персонажів з інших серій.
Цубомі Харуно (яп. 春野 つぼみ, Haruno Tsubomi)
Сейю: Ханадзава Кана
Однокласниця Медаки та Мони, яка дуже захоплюється Моною і має цілу колекцію її фотографій у телефоні. Спочатку Мона вважає її своєю суперницею в коханні. Однак, спостерігаючи за спілкуванням Мони та Медаки, Цубомі швидко розуміє, що Моні подобається Медакаі починає підштовхувати її до стосунків.
Асахі Шьонан (яп. 湘南 旭, Shōnan Asahi)
Сейю: Амамія Сора
Першокурсниця та зірка баскетбольної команди, яка закохана в Медаку. Вона відкрито заявляє, що є суперницею Мони у боротьбі за його серце.
Томо Намба (яп. 難波 朋, Namba Tomo)
Сейю: Хінакі Яно
Дитяча подруга Мони з Осаки, яка переводиться до її класу. Вона здається дружньою та кокетливою. Згодом вона відчуває внутрішній конфлікт через те, що теж починає проявляти романтичний інтерес до Медаки. Томо виховувалася в неповній родині й переїхала до Токіо, щоб жити разом із батьком, який працює письменником.
Мінамі Шірахама (яп. 白浜 美波, Shirahama Minami)
Сейю: Каорі Маеда
Однокласниця та найкраща подруга Асахі, яка підтримує її у прагненні завоювати серце Медаки. Має темне волосся до плечей.
Шо Кобаякава (яп. 小早川 翔, Kobayakawa Shō)
Сейю: Даікі Ямасіта
Однокласник та друг Медаки, який носить окуляри.
Юдзуру Кідо (яп. 木戸 譲, Kido Jō)
Сейю: Тасуку Хатанака
Однокласник та друг Медаки з коротким світлим волоссям.
Анрі Шініґава (яп. 品川 杏莉, Shinagawa Anri)
Дівчина, яка виявляє інтерес до Медаки. Вона грає на гітарі.

## Медіа

### Манґа
Манґа написана й ілюстрована Раном Кузе, спочатку була опублікована як ваншот у журналі Weekly Shōnen Magazine видавництва Kodansha 23 грудня 2020 року. Її серіалізація розпочалася в тому ж журналі 26 травня 2021 року. Видавництво Kodansha зібрало розділи манґи у форматі окремих томів танкобонів. Перший том було випущено 17 серпня 2021 року. Станом на 17 грудня 2024 року вийшло сімнадцять томів.
Серію ліцензовано англійською мовою компанією Kodansha USA. Перший англомовний том у цифровому форматі був випущений 8 березня 2022 року. Під час свого виступу на Anime Expo 2022 компанія Kodansha USA оголосила, що почне друковане видання манґи у другому кварталі 2023 року.

#### Список томів
| №  | Дата виходу       | ISBN                   |
| -- | ----------------- | ---------------------- |
| 1  | 17 серпня 2021    | ISBN 978-4-06-524490-6 |
| 2  | 17 листопада 2021 | ISBN 978-4-06-525932-0 |
| 3  | 17 січня 2022     | ISBN 978-4-06-526591-8 |
| 4  | 15 квітня 2022    | ISBN 978-4-06-527540-5 |
| 5  | 15 липня 2022     | ISBN 978-4-06-528498-8 |
| 6  | 16 вересня 2022   | ISBN 978-4-06-529129-0 |
| 7  | 17 вересня 2022   | ISBN 978-4-06-529708-7 |
| 8  | 17 січня 2023     | ISBN 978-4-06-530350-4 |
| 9  | 17 квітня 2023    | ISBN 978-4-06-531236-0 |
| 10 | 14 липня 2023     | ISBN 978-4-06-531889-8 |
| 11 | 14 вересня 2023   | ISBN 978-4-06-532892-7 |
| 12 | 16 листопада 2023 | ISBN 978-4-06-533554-3 |
| 13 | 16 лютого 2024    | ISBN 978-4-06-534572-6 |
| 14 | 16 травня 2024    | ISBN 978-4-06-535512-1 |
| 15 | 17 липня 2024     | ISBN 978-4-06-536157-3 |
| 16 | 17 жовтня 2024    | ISBN 978-4-06-537134-3 |
| 17 | 17 грудня 2024    | ISBN 978-4-06-537774-1 |
| 18 | 17 лютого 2025    | ISBN 978-4-06-538420-6 |

### Аніме
Адаптацію манґи у форматі аніме-серіалу було анонсовано 13 травня 2024 року. Виробництвом займалась студія SynergySP. Режисером виступив Йошіакі Окумура, сценарії писав Кадзуюкі Фудеясу, дизайн персонажів розроблений Маюмі Ватанабе, а музику писав Акіюкі Татеяма. Прем'єра відбулася 6 січня 2025 року на TV Tokyo та інших мережах. Початкова пісня «Ame Tokimeki Koi Moyō»  (яп. 雨トキメキ恋模様, досл. «Серце, що тріпоче від дощу, - візерунок кохання») у виконанні AyaFubuMi (підрозділ VTuber, що складається з талантів Hololive Накірі Аяме, Ширакамі Фубукі та Оокамі Міо), а завершальною темою є «Kyunapi» (яп. キュンアピ) у виконанні Каорі Маеда. Crunchyroll ліцензував серіал.

#### Список серій
| № серії | Назва серії                                                                             | Режисер(и)      | Сценарист(и)     | Режисер(и) анімації | Оригінальна дата показу |
| --- | --------------------------------------------------------------------------------------- | --------------- | ---------------- | ------------------- | ----------------------- |
| 1 | «Не можу зачарувати його» Транслітерація: «Ochinai Aitsu» (яп. オチないアイツ)          | Йошіакі Окумура | Кадзуюкі Фудеясу | Йошіакі Окумура     | 7 січня 2025            |
| З самого народження Мона була надзвичайно красивою та чарівною. Переїхавши з Осаки до Токіо заради навчання в старшій школі, вона швидко здобула статус королеви школи, ставши подругою для дівчат і об'єктом захоплення хлопців. Єдиний виняток — новенький Медака, який здається її відверто недолюблює. Не звикла до такого ставлення, Мона вирішує будь-що привернути його увагу, навіть піднімаючи спідницю перед ним, але це лише злить його. Одного разу, послизнувшись, вона падає і Медака її ловить. У цей момент вона раптом усвідомлює, що можливо сама закохується в нього. Це її страшенно дратує і вона вирішує зачарувати його будь-якою ціною, але випадково обливає себе водою. Медака, побачивши, що її бюстгальтер видно віддає їй свою сорочку. Мона заворожено дивиться на його оголені груди. Тим часом інші хлопці нападають на Медаку за його нібито грубе ставлення до Мони і він змушений зізнатися: насправді він проходить навчання як монах і йому заборонено закохуватися. Насправді він не ненавидить Мону, а навпаки — має до неї почуття, а його гнівні погляди — це лише спроба стримати хтиві думки. Мона про це не здогадується й продовжує свої спроби зачарувати його, тоді як хлопці які тепер знають правду, вважають ситуацію нестерпно кумедною. |                                                                                         |                 |                  |                     |                         |
| 2 | «Закохана в нього» Транслітерація: «Aitsu to "Suki"» (яп. アイツと“好き”)               | Йошіакі Окумура | Кадзуюкі Фудеясу | Харука Ватанабе     | 14 січня 2025           |
| Під час уроку мистецтва Мону та Медаку призначають малювати одне одного. Мона помічає, що їхня однокласниця Цубомі раз у раз кидає на неї погляди. Вона позує, сподіваючись зачарувати Медаку, але в підсумку сама ніяковіє від його інтенсивного погляду. Пізніше вона неодноразово помічає Цубомі поблизу. Побоюючись, що вона її суперниця, Мона вирішує, що Медаці подобаються розумні дівчата на кшталт Цубомі. Вона надягає окуляри та навмисно торкається ногою Медаки під партою. Її шокує, коли він сердито дивиться на неї, а потім іде. Мона починає стежити за Цубомі, намагаючись зрозуміти чим вона особлива, але з’ясовує, що та зовсім звичайна дівчина. Змінивши тактику, Мона вирішує відкрито фліртувати з Медакою, але раптом розуміє, що навіть не може вимовити слово «любов» поруч із ним. Під час вибору представників на фестивальний комітет обирають Мону та Цубомі. Мона не розуміє, чому Цубомі радіє можливості працювати разом із суперницею. Але потім вона бачить телефон Цубомі й виявляє сотні своїх фотографій. Виходить, Цубомі ніколи не цікавилася Медакою — вона захоплювалася самою Моною. Мона приголомшена, коли Цубомі зізнається, що стежила за нею так уважно, що зрозуміла: Мона закохана в Медаку. Але їй не варто хвилюватися — Цубомі допоможе їй завоювати його серце. |                                                                                         |                 |                  |                     |                         |
| 3 | «Шкільний фестиваль із ним» Транслітерація: «Aitsu to Bunka-sai» (яп. アイツと文化祭)   | Мацуї Хітоюкі   | Кадзуюкі Фудеясу | Йошіакі Окумура     | 21 січня 2025           |
| Цубомі розповідає Моні про «Міст Кохання» їхньої школи: якщо двоє людей перетнуть скляний міст під час фестивалю, вони неодмінно закохаються. Мона думає про те, щоб спокусити Медаку в спокусливому вбранні, але він заходить саме в той момент, коли вона приміряє костюм дівчини-кролика. Збентежена, але не бажаючи, щоб Цубомі щось неправильно зрозуміла, Мона хапає Медаку та тягне його до шафи, щоб сховатися. Опинившись у тісному просторі, їхні тіла притискаються одне до одного і Мона починає збуджуватися. Однак Медака, щоб стриматися, починає молитися. Коли Цубомі йде, Мона розчарована тим, що він знову уникнув спокуси. Утім, Медака зізнається, що вона виглядає мило. Мона впевнена, що він нарешті закохався в неї, але наступного ранку його сердиті погляди стають ще інтенсивнішими, ніж раніше. Під час фестивалю Мона та Медака працюють у «Кролячому кафе», але він вперто уникає проводити з нею час. Тоді Цубомі наказує йому піти рекламувати кафе разом із Моною. Вона використовує цю можливість, щоб змусити його гуляти фестивалем із нею, але все йде шкереберть. У будинку жахів її спідниця зачіпляється і вона випадково засвічує білизну. На лотку з млинцями ворона краде її млинець. На музичному концерті вона губить Медаку в темряві й випадково фліртує не з тим хлопцем. Мона не знає що робити далі, але раптом усвідомлює, що вони з Медакою стоять прямо перед входом на Міст Кохання.                      |                                                                                         |                 |                  |                     |                         |
| 4 | «Легенда з ним» Транслітерація: «Aitsu to Densetsu» (яп. アイツと伝説)                  | Коїчіро Курода  | Кадзуюкі Фудеясу | Хітоюкі Мацуї       | 28 січня 2025           |
| Щоб виконати легенду про міст, Мона має взяти Медаку за руку, тому вона вдає що падає, сподіваючись що він її схопить. Однак Медака просто підіймає її під пахви, чим сильно бентежить. Цубомі допомагає, доручаючи їм разом прибирати меблі в кафе. Мона випадково зіштовхує коробки на мосту і Медака хапає її за руку, щоб відтягнути вбік. Проте він одразу заявляє, що це не рахується, бо фестиваль уже закінчився. Мона ж вважає це своєю перемогою. На жаль, наступного дня Медака поводиться так, ніби нічого не сталося, тоді як Мона не може навіть подивитися на нього без рум’янцю. Насправді Медака зберігає спокій тільки завдяки молитві. Клас вирушає в боулінг і Мона змушує себе сісти поруч із Медакою. Вона краде його напій, сподіваючись зачарувати його непрямим поцілунком. Її дратує, що Медака опирається хоч і насилу. Хлопці Шо та Юдзуру, а також Цубомі кажуть Медаці, що уникати кохання — це не привід ранити почуття Мони і він має ставитися до неї добріше. Усвідомивши що вони праві, Медака пропонує Моні поділитися своїм підручником, коли вона забуває свій. Мона настільки щаслива, що Цубомі робить її фото з посмішкою — воно стає її улюбленим. |                                                                                         |                 |                  |                     |                         |
| 5 | «Баскетболістка з ним» Транслітерація: «Aitsu to Basuke-Joshi» (яп. アイツとバスケ女子) | Шудзі Сайто     | Міо Іноуе        | Йошінорі Одака      | 4 лютого 2025           |
| Попри певний прогрес, Мона помічає, що Медака досі сердито дивиться на неї в деяких ситуаціях: наприклад, ділитися парасолькою під дощем можна, але триматися за руки — заборонено. Вона вирішує з’ясувати всі межі дозволеного. Мону раптово зупиняє першокурсниця та зірка баскетболу Асахі, яка вимагає дізнатися чи зустрічається вона з Медакою. Мона заперечує, але починає підозрювати, що Асахі закохана в нього. Вона дізнається, що Асахі є молодою знаменитістю у світі баскетболу й користується популярністю, хоча має досить владний характер. Однак поруч із Медакою вона ніяковіє, червоніє й навіть втрачає рівновагу, випадково засвітивши білизну. Мона розуміє, що Асахі безнадійно закохана в Медаку, що робить її серйозною суперницею. Вона намагається вразити його власними баскетбольними навичками. Оскільки Медака погано грає, Мона береться навчати його, особливо наголошуючи на рухах свого тіла. Асахі втручається й звинувачує її в тому, що вона таки закохана в Медаку. Потім вона демонструє йому, як правильно виконувати планку для зміцнення м’язів, не усвідомлюючи, що з такої пози він може зазирнути їй під сорочку. Мона відповідає тим, що також стає в планку, чим перевантажує Медаку, який у паніці тікає. Обидві дівчини розлючені одна на одну й водночас збентежені розуміючи, що цього разу вони точно зайшли надто далеко.                                                                                   |                                                                                         |                 |                  |                     |                         |
| 6 | «Догляд за ним» Транслітерація: «Aitsu o Kanbyō» (яп. アイツを看病)                     | Юкі Моріта      | Міо Іноуе        | Хітоюкі Мацуї       | 11 лютого 2025          |
| Після втечі додому під дощем Медака застуджується й пропускає школу. Оскільки він живе сам і Мона і Асахі окремо вирішують відвідати його, але випадково зустрічаються по дорозі. Медака впадає в паніку, коли бачить у своїй квартирі обох дівчат, які змагаються за право доглядати за ним і привернути його увагу, навіть використовуючи спокусливі костюми: Мона одягається медсестрою, а Асахі — лікарем. Посеред хаосу Медака зрештою засинає, даючи дівчатам можливість поговорити. Асахі зізнається, що хоче звичайних стосунків із Медакою, але збентежившись, йде купити напої. Неочікувано Медака у сні обіймає Мону. Вона на мить піддається спокусі поцілувати його, але швидко зупиняється, якраз перед тим як Асахі повертається. Збентежена, Мона зопалу зізнається в правді: вона хоче, щоб Медака закохався в неї, бо він єдиний, хто не виявляє до неї жодного інтересу. Асахі розуміє, що Мона насправді закохана в Медаку, але не хоче цього визнавати. У школі Мона дивується, що Асахі тепер відкрито розмовляє з нею, наче вони подруги. Цубомі хвилюється, що це означає для їхнього суперництва. Медака повертається до школи, але тепер щоразу, коли Мона бачить його, вона червоніє. Коли вона втрачає свідомість, Медака відносить її до медпункту, де з'ясовується, що вона підхопила його застуду. Мона відчайдушно намагається переконати себе, що її почервоніння було викликане лише температурою.                               |                                                                                         |                 |                  |                     |                         |
| 7 | «Екран блокування з ним» Транслітерація: «Aitsu to Machiuke» (яп. アイツと待ち受け)     | Маю Нумаяма     | Мегуму Сасано    | Маю Нумаяма         | 18 лютого 2025          |
| Шо жартує над Медакою, змінивши його заставку на телефоні на фото дівчини в бікіні. Тим часом Цубомі надсилає Медаці знімок, на якому Мона дивиться на нього з тугою. Мона жахається, що Медака може неправильно зрозуміти ситуацію і кидається вихопити його телефон, випадково побачивши фото в бікіні. Медака боїться, що вона тепер вважає його збоченцем, тоді як насправді Мона засмучена тим, що він може дивитися на дівчат із бажанням, але не на неї. Вона надсилає йому селфі, сподіваючись, що він таємно його збереже, але Медака одразу видаляє фото. Не бажаючи здаватися, Мона організовує для класу геловінську вечірку, плануючи подарувати Медаці фото себе у костюмі. Всі разом вирушають по костюми, включно з Асахі. Мона не переживає, що Асахі зможе знайти вдалий образ через її жахливий смак в одязі й ігнорує її, зосередившись на власному виборі. Тим часом Асахі отримує допомогу від своєї найкращої подруги Мінамі, яка набагато стильніша. Мона підглядає за Медакою і вибирає костюм, який здається найбільше привернув його увагу. У результаті Цубомі опиняється у костюмі феї, Асахі — у готичному вбранні, а Мона — у костюмі мумії, використовуючи якомога менше бинтів. На жаль, Медака занадто збентежений, щоб дивитися на неї, оскільки насправді йому подобався інший костюм, що висів поруч із мумійним. Мона швидко обирає інший образ, сповнена рішучості змусити його подивитися на неї на вечірці.               |                                                                                         |                 |                  |                     |                         |
| 8 | «Геловін з ним» Транслітерація: «Aitsu to Harouin» (яп. アイツとハロウィン)             | Шудзі Сайто     | Мегуму Сасано    | Шудзі Сайто         | 25 лютого 2025          |
| Мона приходить на вечірку у справжньому костюмі, який сподобався Медаці – відьмою. Цубомі змінює образ із феї на привида. Блискавка на сукні Мони розстібається і вона просить Цубомі її застебнути, не знаючи що перед нею Медака у такому ж костюмі привида. Запанікувавши, Медака намагається швидко виправити ситуацію, але Мона все одно злиться, коли розуміє хто це. Щоб її фото опинилося в телефоні Медаки, Мона вирішує виграти гру на вечірці, аби зробити переможне селфі. Медака повинен загорнути Мону в туалетний папір, щоб зробити з неї мумію, але намагаючись не торкатися її тіла, справляється з цим жахливо. Мона обмотує себе якнайтугіше, що настільки перезбуджує Медаку, що він просто здається. Під час загального фото наприкінці вечора Мона засмучується. Наступного дня хлопці звертають увагу, що Мона явно засмучена через Медаку і відправляють його вибачитися. На жаль, Медака панікує й утікає. Мона вирішує, що це її провина і пробує вибачитися дивним способом – під час прибирання демонструє йому білизну, але випадково обливає його водою з відра. Збігом обставин вони вибачаються одночасно і Медака пояснює, що просто не любить фотографуватися, тож справа була не в ній. Пізніше Цубомі надсилає Медаці фото усміхненої Мони, яке він тимчасово ставить на заставку, але потім винувато змінює назад. Тим часом у Токіо приїжджає нова дівчина.                                                                 |                                                                                         |                 |                  |                     |                         |
| 9 | «Найкраща подруга з ним» Транслітерація: «Aitsu to Shin'yū» (яп. アイツと親友)          | Мое Сасакі      | Мічіру Тенма     | Сатору Ямасіта      | 4 березня 2025          |
| Подруга Асахі, Мінамі, пропонує їй здивувати Медаку поцілунком, тож Мінамі запрошує його сісти з Асахі під час обіду. Мона радіє, що її подруга дитинства, Томо, приїхала з рідного міста в Осаці. Медака спантеличений, коли Асахі зав’язує йому очі та цілує в щоку, хоча він не усвідомлює, що це було. Мона зустрічає Томо, невиправну кокетку, яка дивується що у Мони досі немає хлопця, але швидко здогадується, що є хтось хто їй подобається. Саме в цей момент випадково з’являється Медака, тому Томо негайно починає з ним фліртувати, але помічає вираз обличчя Мони й розуміє, що це саме той хлопець. Наступного дня Томо з’являється в класі Медиаки та Мони – вона перевелася з Осаки до Токіо разом із батьком, який є письменником. Мона хвилюється, оскільки Томо відома тим, що створює хаос серед хлопців, що швидко підтверджується, коли вона безсоромно хапає Мону за груди прямо перед Медакою, Шоу та Юдзуру. Мона стверджує, що її єдиний інтерес до Медаки – це те, що він не цікавиться нею. Томо наполягає, що Мона насправді закохана в Медаку. Мона заперечує, тому Томо натомість починає перераховувати всі причини, через які Мона не повинна захоплюватися Медакою: середня зовнішність, непривітність і боязкість перед дівчатами. Мона стає на його захист, що ще більше переконує Томо у своїй правоті, тому вона вирішує присвятити весь свій час у Токіо тому, щоб змусити Мону усвідомити свої почуття до Медаки.       |                                                                                         |                 |                  |                     |                         |
| 10 | «Тематичний парк з ним» Транслітерація: «Aitsu to Yūenchi» (яп. アイツと遊園地)         | Юкі Моріта      | Мічіру Тенма     | Хітоюкі Мацуї       | 11 березня 2025         |
| Асахі зізнається Моні, що поцілувала Медаку. Томо не переймається, бо є велика різниця між тим, щоб дати поцілунок і поцілуватися. Проте Мона все одно засмучена. Бачачи що Моні потрібна допомога, Томо організовує зустріч для всього класу. Тієї ж ночі Мона теж усвідомлює різницю між поцілунком і справжнім поцілунком і полегшено розуміє, що Медака й Асахі не зустрічаються. Все ще непокоїться, Мона не може заснути і приходить на зустріч розсіяною. Томо оголошує, що їхня зустріч проходитиме в тематичному парку. Мона не встигає завадити Асахі сісти поруч із Медакою на американських гірках і взяти його за руку. Через втручання Томо Медака погоджується проїхатися ще раз уже з Моною. Мона запитує Медаку, чи він закохався в Асахі. Вважаючи, що це просто плітки, Медака заперечує, а потім несподівано питає, чи є у Мони хлопець який їй подобається. Мона завмирає, що викликає підозри у Томо й Асахі. Медака думає, що образив Мону, бо невдало підтримав розмову. Пізніше Томо відправляє його купити закуски разом із Моною. Мона імпульсивно заявляє, що вони зустрічаються, щоб отримати обмежену серію солодощів для пар. Медака панікує, коли продавець просить підтвердити це поцілунком, але Мона, зібравшись із духом, хапає його й починає наближати свої губи. |                                                                                         |                 |                  |                     |                         |
| 11 | «Наодинці з ним» Транслітерація: «Aitsu to Futarikiri» (яп. アイツと二人きり)           | Буде визначено  | Буде визначено   | Буде оголошено      | 18 березня 2025         |
| Мона панікує в останню мить. Медака розчаровується, але згадує, що має бути як монах-учень. Томо докоряє Моні за те, що вона приховує свою справжню сутність від усіх, окрім Медаки. Перебільшуючи, Мона губиться, ламає телефон і стикається з двома підозрілими типами. Медака знаходить її першим і відлякує їх. Його телефон теж ламається, тому щоб знайти друзів, вони сідають на оглядове колесо. Мона випадково падає на Медаку й помічає своє збентежене відображення, усвідомлюючи, що перед Медакою вона завжди справжня. Медака каже, що вона поводиться дивно: то сердиться, то сумує, а потім знову посміхається. Мона розуміє, що він бачив її справжньою весь цей час, тож шансів, що він у неї закохається, немає. Однак Медака зізнається, що її мінливі емоції його бентежать, але водночас роблять її ще милішою. Ці слова так вражають Мону, що вона більше не може заперечувати очевидне — вона закохалася в Медаку. |                                                                                         |                 |                  |                     |                         |
| 12 | «Перше кохання з ним» Транслітерація: «Aitsu ni Hatsukoi» (яп. アイツに初恋)            | Буде визначено  | Буде визначено   | Буде оголошено      | 25 березня 2025         |
| Повернувшись до друзів, Мона не може зосередитися, тоді як Медака вважає, що вона зараз наймиліша, якою коли-небудь була. Мона прикидається хворою, щоб піти додому, і зізнається у всьому Тому, яка радіє за неї. Відчуваючи провину, Мона також розповідає про все Асахі. Асахі злиться на себе за те, що дозволила Медіці та Моні побути наодинці. Мона здивована, коли Асахі попереджає її, що їй доведеться боротися за Медаки ще наполегливіше, так само як і вона сама. Наступного ранку Мона захворює на гарячку. Вона розуміє, що не знає, що робити, адже завжди була об'єктом любові, але ніколи сама не закохувалася. Оскільки її телефон зламаний, вона телефонує Тому з iPad'а брата й зізнається, що почувається самотньою вдома. Тому хитро передає пристрій Медаці. Після деякого збентеження вони починають нормально розмовляти і Мона так цим насолоджується, що замислюється, чи могли б вони робити це частіше, якби зустрічалися. Їхню розмову перериває мати Мони, через що вона випускає iPad, випадково засвітивши білизну перед Медакою. У паніці вона так хвилюється, що розбиває братів пристрій. Медака заспокоюється лише повторюючи мантри та обливаючись холодною водою. Повернувшись до школи, Мона вирішує зробити Медаки своїм хлопцем. Але це рішення тримається рівно до випадкового дотику до його руки на уроці. Засоромившись, вона тікає аж до дому, голосно кричачи, що одного дня Медака обов’язково стане її хлопцем. |                                                                                         |                 |                  |                     |                         |

## Сприйняття
У січні 2022 року Kodansha повідомила, що тираж серії перевищив 150 000 примірників. У серпні 2023 року було оголошено, що тираж досяг 1 мільйона примірників.